# Xã Lincoln, Quận Winnebago, Iowa
Xã Lincoln (tiếng Anh: Lincoln Township) là một xã thuộc quận Winnebago, tiểu bang Iowa, Hoa Kỳ. Năm 2010, dân số của xã này là 355 người.